# Iver Holger Christian Rosenkrantz
Iver Holger Christian baron Rosenkrantz (13. september 1808 på Clausholm – 22. juni 1887 i Skanderborg) var en dansk baron og medlem af Landstinget.
Iver Holger Christian Rosenkrantz var søn af kaptajn Holger baron Rosenkrantz og Sophie Benedicte von Bülow og yngre broder til lensbaron Hans Henrik Rosenkrantz til Rosenholm. Han blev født på Clausholm, og han havde sin opvækst både der og i Holsten på godset Haseldorf, hvor faderen var godsbestyrer. Han gik fire år på gymnasiet i Altona, men fik privat studentereksamen i 1828. I 1836 blev han cand. jur. 1841 udnævnt til kammerjunker. Fra 1853-56 medlem af Landstinget. Ligeledes i årene 1848-54 medlem af Randers Amtsråd. 1861 udnævnt til hofjægermester. Fra 1862-80 formand for landboforeningerne ved Kalø Vig og 1874 medlem af den foreløbige komite for Århus-Ryomgård Banen. I årene 1863-80 tillige landvæsenskommissær. 1873 udnævnt til Ridder af Dannebrog og 1880 kammerherre.
Iver Holger Rosenkrantz' ældre broder Hans Henrik Rosenkrantz oprettede 1843 gården Balskov ved sammenlægning af to gårde under Stamhuset Rosenholm. Gården blev overdraget Iver Holger, som udvidede den ved tilkøb af endnu en gård. Balskov blev 1879 solgt til brorsønnen Peter Christian Rosenkrantz-Charisius.   
Han blev 8. september 1841 gift i Granslev Kirke med Karen Hedevig de Lichtenberg (1810-1902). Ægteskabet var barnløst.        